# Ontario (provincie)
Ontario je nejlidnatější a druhá největší z deseti kanadských provincií.
Jméno provincie „Ontario“ je irokézského původu a znamená „nádherné jezero“ (myšleno Ontarijské jezero). Hlavním městem provincie je Toronto (cca 2,5 milionu obyvatel), ale na území Ontaria se nachází také hlavní město Kanady – Ottawa. Provincie má přibližně 14,2 milionu obyvatel, což představuje 38 % kanadské populace. Ontario má rozlohu 1 076 395 čtverečních kilometrů. Ontario je na severu ohraničeno Hudsonovým zálivem a Jamesovým zálivem, na východě provincií Québec, na západě provincií Manitoba a na jihu americkými státy Minnesota, Michigan, Ohio, Pensylvánie a New York. Dlouhá hranice Ontaria se Spojenými státy je tvořena takřka bezvýhradně jezery a řekami. Tedy i hraniční přechody do USA jsou často tvořeny mosty.

## Historie
Území dnešní provincie bylo před příchodem Evropanů obydleno indiánskými kmeny Algonkinů a Irokézů.
V 17. století francouzští objevitelé Etienne Brule a Samuel de Champlain a anglický mořeplavec Henry Hudson prozkoumali a zmapovali větší část Ontaria jako zakázku od Francouzského a Spojeného království.
Území Ontaria a Québecu zprvu v 16. a 17. století spravovali Francouzi, po jejich prohře s Angličany roku 1759 v bitvě na Abrahamových pláních se tyto regiony dostaly pod britskou správu. Angličané roku 1774 sjednotili Ontario s Québekem kvůli snadnější správě těchto řídce osídlených území. Novými osadníky těchto končin se stali royalisté ze 13 kolonií, kteří utekli před revolucí a zůstali věrní koruně. Kvůli velkému počtu obyvatel došlo roku 1791 k opětovnému rozdělení území Ontaria a Québecu na dvě oddělená teritoria – Horní a Dolní Kanadu.
Důvodem k rozdělení byly především kulturní a jazykové rozdíly. V Horní Kanadě (dnešní Ontario) převládalo anglicky mluvící obyvatelstvo britského původu a anglikánského nebo protestantského vyznání. V Dolní Kanadě (dnešní Québec) byli nejpočetnější skupinou francouzsky mluvící katolíci, mimo jiné i ze západní části Francie. Město Toronto bylo několikrát ohrožováno americkými vojsky, aby roku 1813 zčásti shořelo v požáru. Roku 1841 Velká Británie znovu sjednotila obě provincie kvůli snadnější správě, ale oddělené názvy zůstaly: Východní Kanada (Canada East) a Západní Kanada (Canada West). Důvodem k (v pořadí již druhému) sjednocení Kanady bylo povstání Francouzů v Dolní Kanadě (z důvodů etnických) stejně tak jako povstání Angličanů v Horní Kanadě (z důvodů ekonomických). Po vzniku Kanady roku 1867 se Ontario a Québec staly samostatnými provinciemi. Z této doby pochází i současný stav hranic mezi těmito provinciemi.
Území provincie Ontario je od této doby chápáno jako území, kde převládá anglicky mluvící obyvatelstvo a kultura. Z tohoto důvodu byl pro francouzsky mluvící obyvatele připraven zvláštní školní systém. Od této doby byly zavedeny obecné (lidové) školy (Public schools) a katolické školy (Catholic schools). Obecné školy byly pro většinu obyvatel, zatímco katolické školy byly pro anglicky a francouzsky mluvící katolíky. Francouzština byla postavena mimo zákon[zdroj?] a ve 20. století tak byla velká většina francouzského obyvatelstva poangličtěna. Rozdělení škol na obecné a katolické funguje v provincii Ontario dodnes.
V období první a druhé světové války byla velká část obyvatel z provincie Ontario rekrutována do armády Velké Británie, která válčila v Evropě. Po druhé světové válce tato provincie ekonomicky velmi prospívá a je místem, kam se stěhují lidé ze všech koutů světa. Dnes je provincie Ontario nejhustěji obydlená a podle celkové rozlohy druhá mezi všemi kanadskými provinciemi. Ze všech provincií Kanady platí za ekonomicky nejdůležitější a nejdynamičtější. Zde se nachází také velká kanadská města jako Ottawa (hlavní město Kanady) a Toronto (největší město Kanady a zároveň hlavní město provincie Ontario).

## Obyvatelstvo

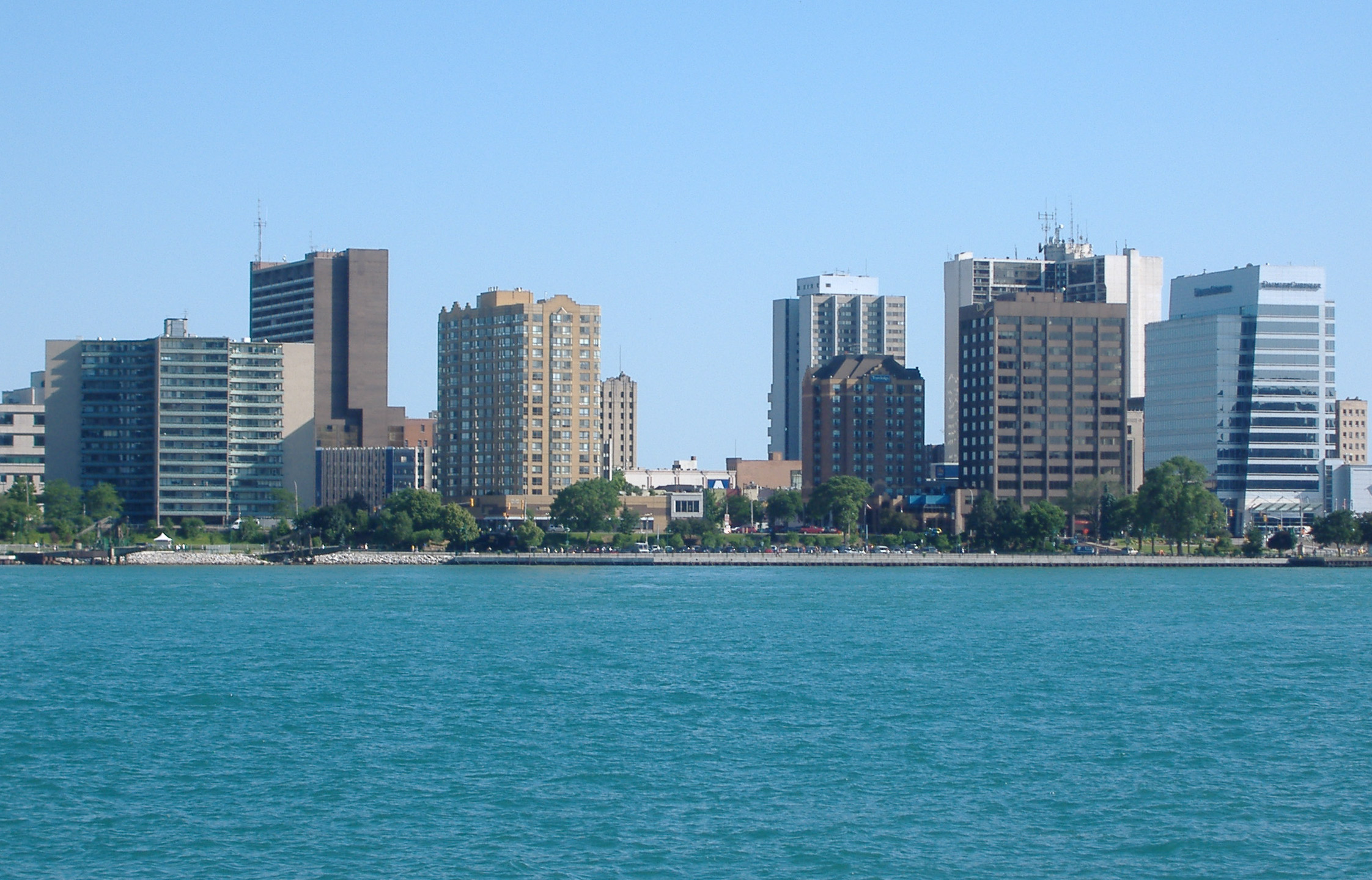
Windsor

Ontario je, jako většina kanadských provincií, provincie osídlená jen nerovnoměrně. Nejhustěji obydlený je jižní Ontario, zvlášť širší okolí Toronta.
Území severního Ontaria jsou jen řídce osídlena (v blízkosti velkých jezer) nebo nejsou osídlena vůbec.
Složení obyvatelstva Ontaria je etnicky velmi různorodé: většina obyvatel jsou příslušníci bílé rasy ale je tady docela hodně příslušníků ostatních
ras - jak rasy mongoloidní (především Číňané nebo i původní Indiáni) tak i negroidní (obyvatelé z Afrických republik).
Většina obyvatel se hlásí k některému z odnoží křesťanství - převládají protestanti (okolo 34,9 %), dále následují římští katolíci
(okolo 34,7 %). Další nejpočetnější skupinou jsou pak muslimové (3,1 %). Kvůli velkému počtu obyvatel kteří se do Ontaria stěhují, statistiky obyvatel
se za posledních 100 let neustále zvyšují. Asi polovina všech obyvatel je britského původu a asi 10 % činí obyvatele původu francouzského, přičemž je
patrný zlomek obyvatel z evropských zemí. Nejvíce používaným jazykem je angličtina avšak federální vláda Kanady je formálně bilingvní (dvojjazyčná)
- oficiálními jazyky jsou tedy angličtina a francouzština.

Velká většina obyvatel Ontaria žije ve městech (přes 80 %) a hlavními městskými aglomeracemi
v Ontariu jsou: Toronto, Ottawa, Hamilton, London a Kitchener.

### Náboženství
- 74,6 % křesťané
  - 34,9 % protestanti
  - 34,7 % katolíci
  - 2,3 % pravoslavní
- 3,1 % muslimové
- 1,9 % hinduisté
- 1,7 % židé
- 1,1 % buddhisté
- 0,9 % sikhové
- 16,7 % jiná a bez vyznání

### Největší města

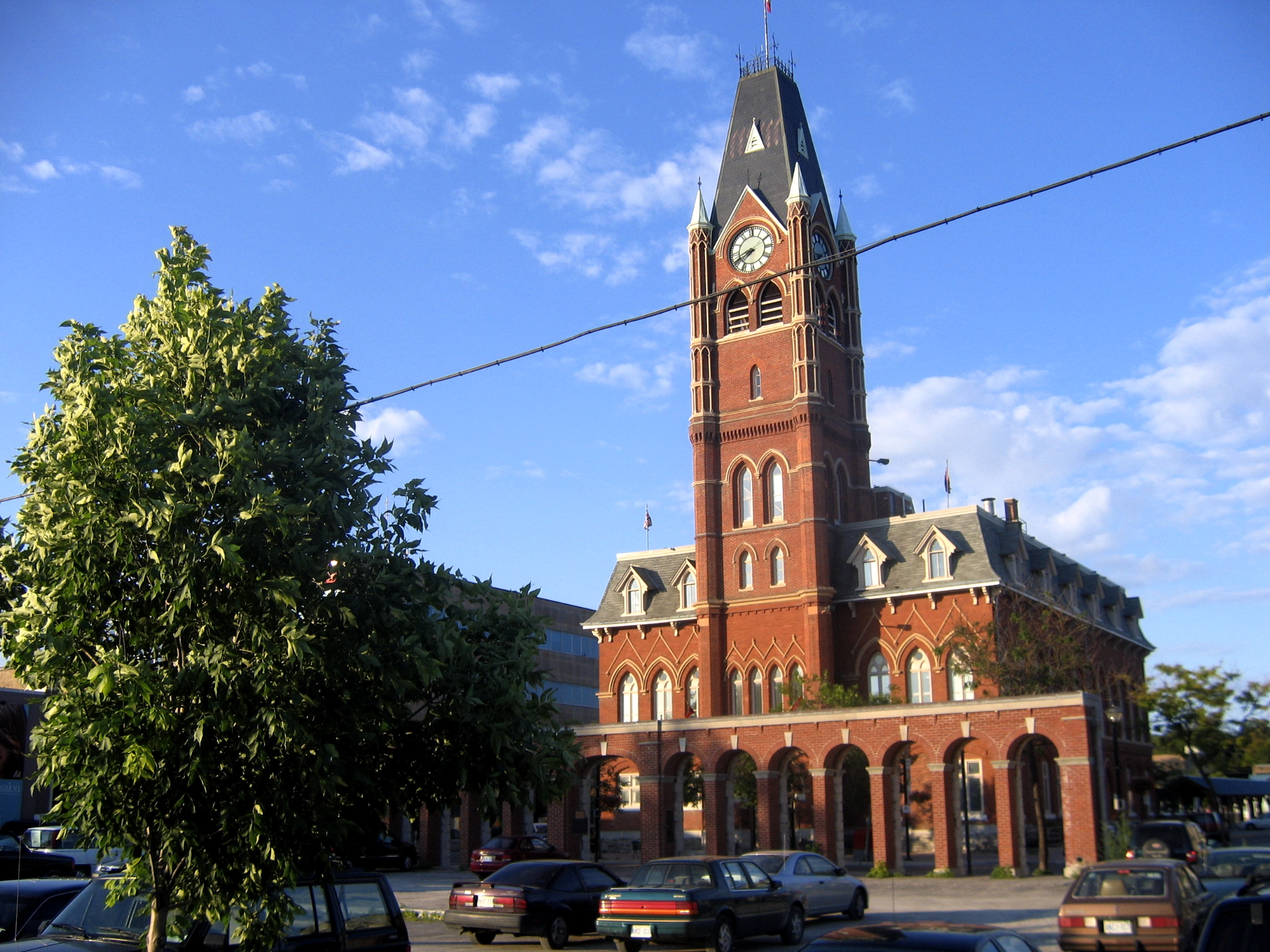
Belleville

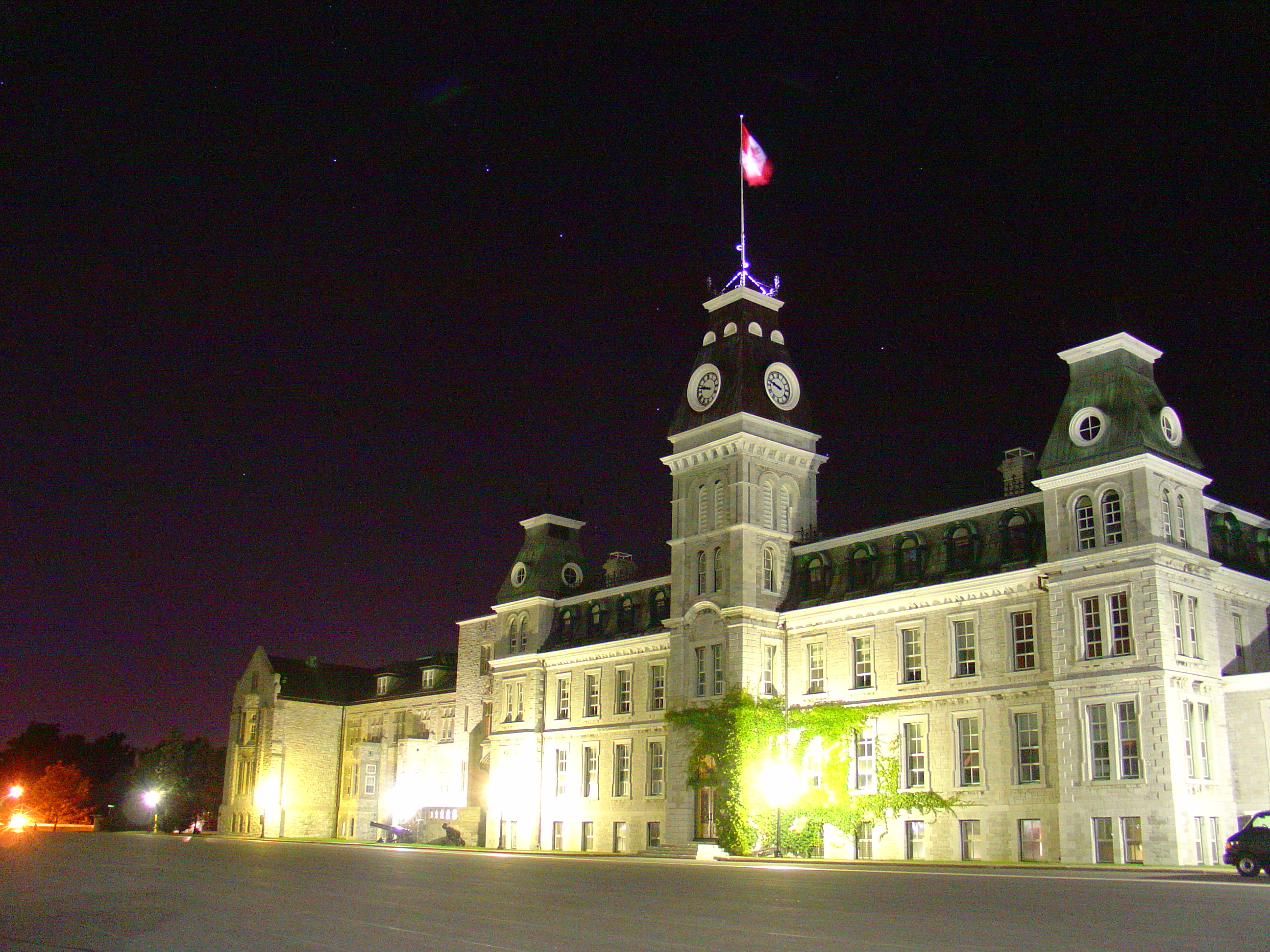
Kingston

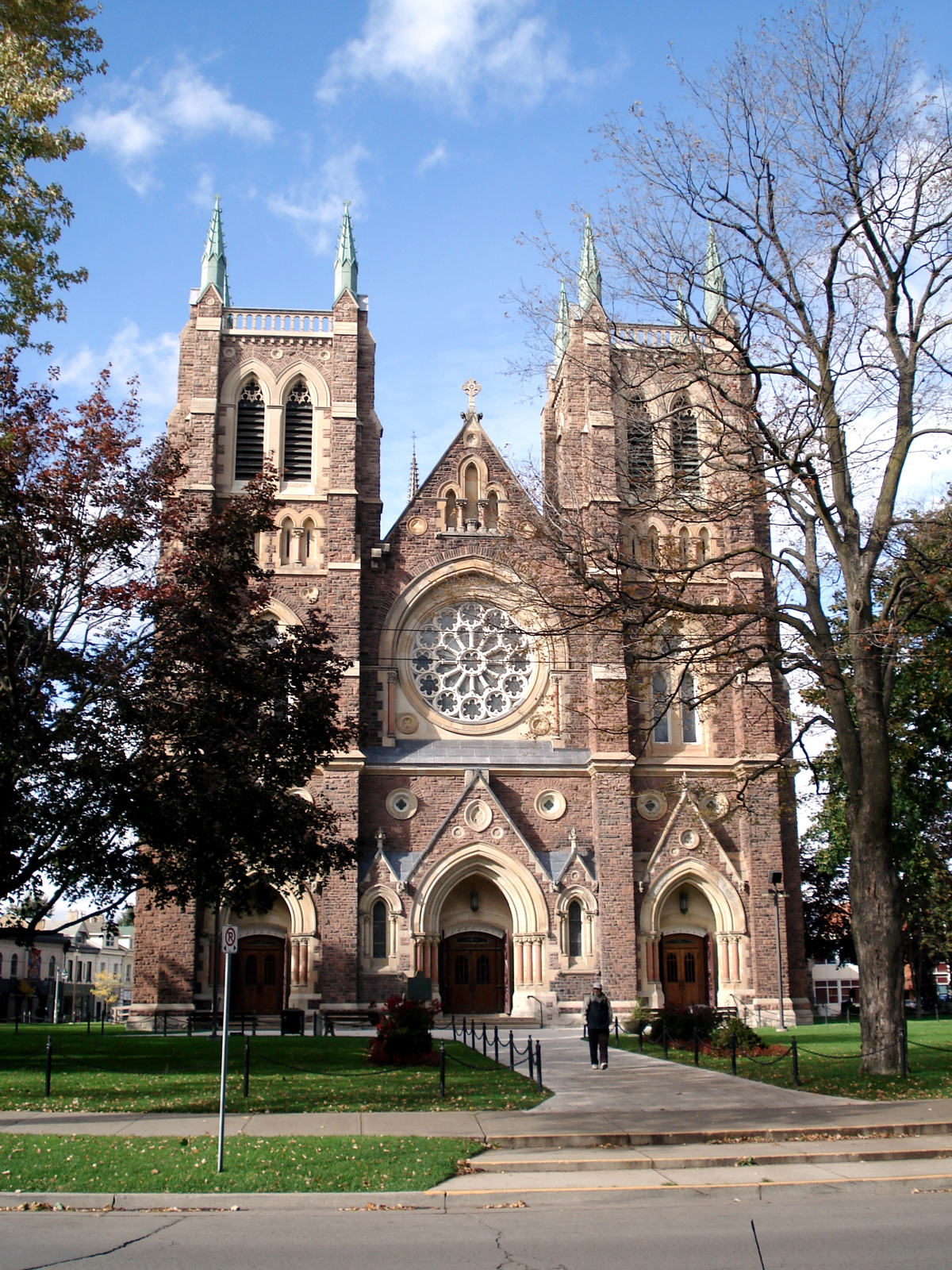
London

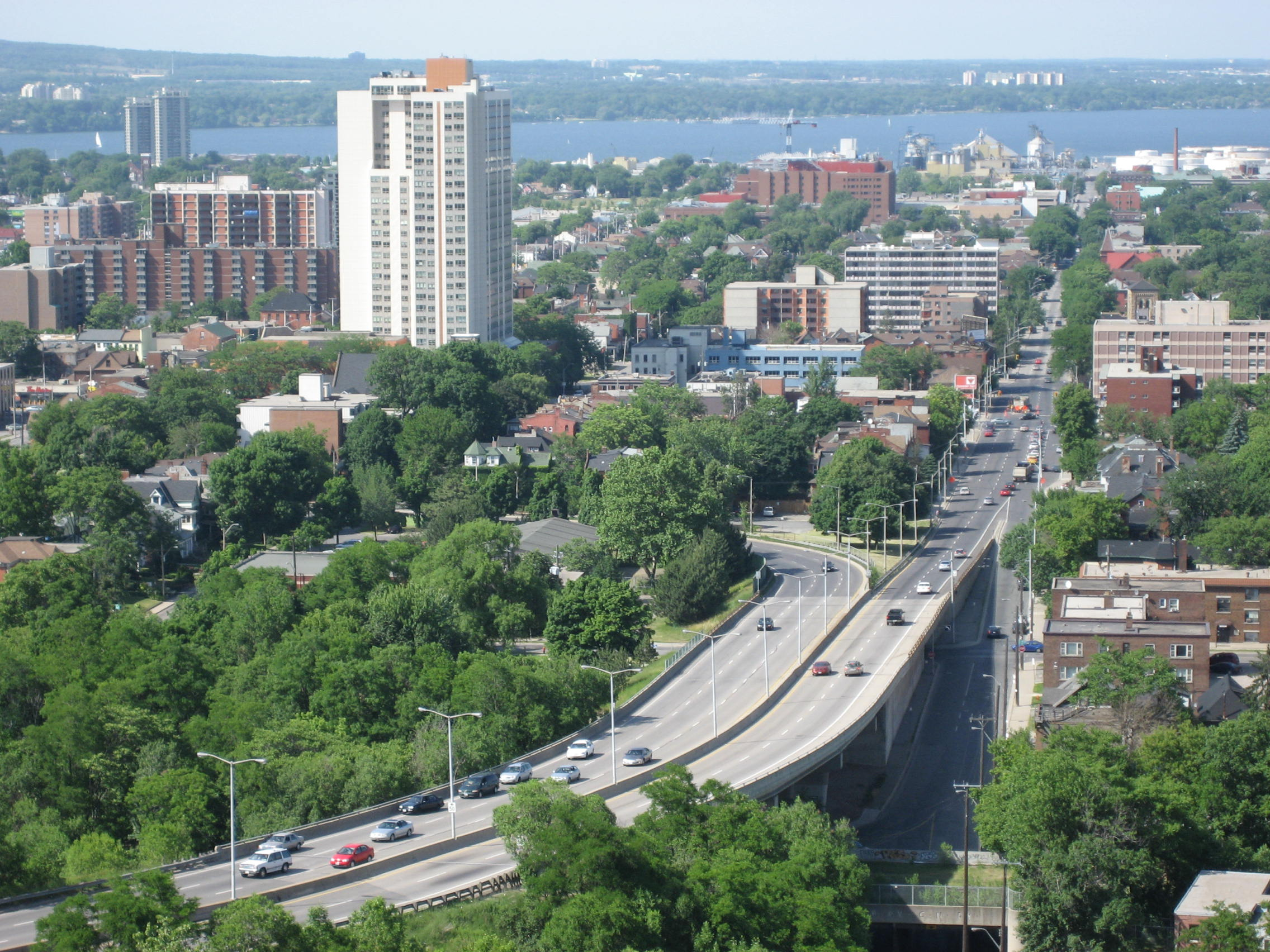
Hamilton

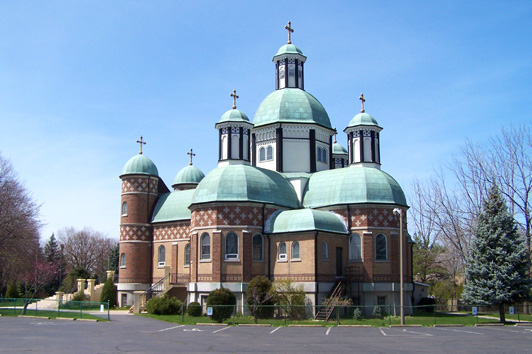
St. Catharines

| Město            | Obyvatelé 14. květen 1996 | Obyvatelé 15. květen 2001 |  | Město            | Obyvatelé 14. květen 1996 | Obyvatelé 15. květen 2001 |
| ---------------- | ------------------------- | ------------------------- |  | ---------------- | ------------------------- | ------------------------- |
| Toronto          | 2 385 421                 | 2 481 494                 |  | Sault Ste. Marie | 80 054                    | 74 566                    |
| Ottawa           | 721 136                   | 774 072                   |  | Barrie           | 79 191                    | 103 710                   |
| Mississauga      | 544 382                   | 612 925                   |  | Pickering        | 78 989                    | 87 139                    |
| Hamilton         | 467 799                   | 490 268                   |  | Waterloo         | 77 949                    | 86 543                    |
| London           | 325 669                   | 336 539                   |  | Niagara Falls    | 76 917                    | 78 815                    |
| Brampton         | 268 251                   | 325 428                   |  | Whitby           | 73 794                    | 87 413                    |
| Windsor          | 197 694                   | 208 402                   |  | Sarnia           | 72 738                    | 70 876                    |
| Kitchener        | 178 420                   | 190 399                   |  | Peterborough     | 69 742                    | 71 446                    |
| Markham          | 173 383                   | 208 615                   |  | Kawartha Lakes   | 67 926                    | 69 179                    |
| Greater Sudbury  | 165 336                   | 155 219                   |  | Ajax             | 64 430                    | 73 753                    |
| Burlington       | 136 976                   | 150 836                   |  | Clarington       | 60 615                    | 69 834                    |
| Oshawa           | 134 364                   | 139 051                   |  | Norfolk          | 60 534                    | 60 847                    |
| Vaughan          | 132 549                   | 182 022                   |  | Newmarket        | 57 125                    | 65 788                    |
| Saint Catharines | 130 926                   | 129 170                   |  | North Bay        | 54 332                    | 52 771                    |
| Oakville         | 128 405                   | 144 738                   |  | Welland          | 48 411                    | 48 402                    |
| Thunder Bay      | 113 662                   | 109 016                   |  | Timmins          | 47 499                    | 43 686                    |
| Kingston         | 112 605                   | 114 195                   |  | Cornwall         | 47 403                    | 45 640                    |
| Chatham-Kent     | 109 350                   | 107 341                   |  | Belleville       | 46 195                    | 45 986                    |
| Richmond Hill    | 101 725                   | 132 030                   |  | Halton Hills     | 42 390                    | 48 184                    |
| Cambridge        | 101 429                   | 110 372                   |  | Haldimand        | 42 041                    | 43 728                    |
| Guelph           | 95 821                    | 106 170                   |  | Quinte West      | 41 676                    | 41 409                    |
| Brantford        | 84 764                    | 86 417                    |  | Caledon          | 39 893                    | 50 595                    |

## Politika

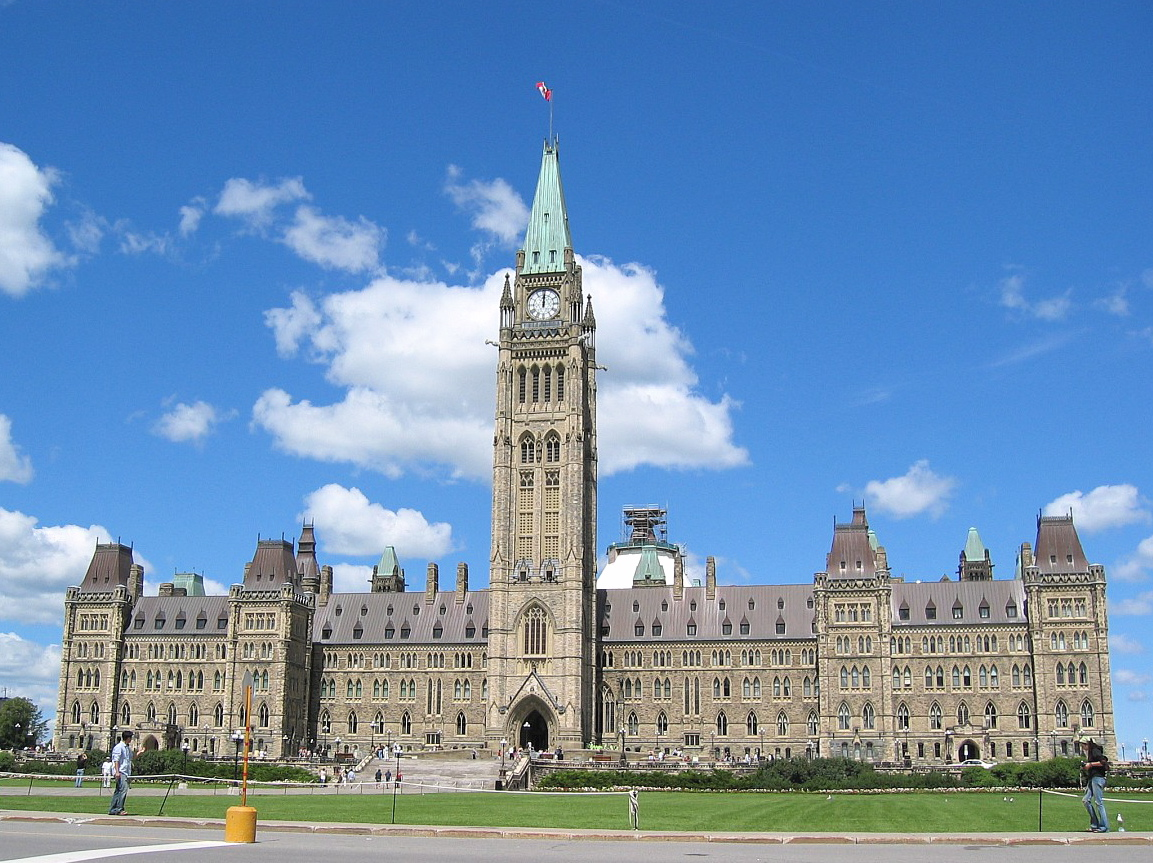
Budova kanadského parlamentu v Ottawě.

Asi každé čtyři roky se v provincii Ontario demokraticky volí do provinciálního parlamentu. Úřední název tohoto zákonodárného orgánu je Legistative Assembly of Ontario (Zákonodárný sněm Ontaria), přičemž je častěji používanou variantou název Ontario provincial parlament (tedy Ontarijský
provinciální parlament). Charakteristickým rysem tohoto parlamentu je, že je jednokomorový, na rozdíl od ostatních provinciálních parlamentů Kanady.
Je v něm 103 zástupnických míst a zástupci jsou voleni ve volbách na způsob relativní většiny, přičemž každý ze 103 zástupníků reprezentuje jeden ze
103 zástupnických okruhů. Oficiální název zástupníka je Member of the Legislative Assembly (zástupce v zákonodárném sněmu) nebo zkráceně MLA.
Samozřejmě častější je používání názvu Member of the Provincial Parliament (člen provinciálního parlamentu) neboli zkráceně MPP.
Kvůli velkému počtu obyvatel je v provinciálních volbách důležitá především příměstská část Toronta, neboli Greater Toronto Area (GTA). Ontario,
jakožto nejlidnatější provincie, je také „terčem“ voleb, ale tentokrát federálních. Proto je vítězství ve volbách v této provincii strategicky velmi důležité
pro všechny strany, ucházející se o místo v parlamentu. Budova provinciálního parlamentu se nachází v Parku Královny (Queen's Park) v Torontu.
Hlavními politickými stranami jsou: Progresivní konzervativní strana Ontaria, Liberální strana Ontaria a Nová demokratická strana Ontaria.
Progresivní konzervativní strana má sice v Ontariu tradici již od druhé světové války, nejčastěji také vyhrávala v provinciálních a federálních volbách
a také nejčastěji zakládala provinciální vládu (tzv. Cabinet), avšak vedoucí postavení má dnes Liberální strana. Předseda strany vítězů v provinciálních
volbách schválně zastává funkci Předsedy vlády (tzv. Premier), aby se tímto vyhnulo dualismu názvů francouzských (Premiér) a anglických (Prime minister).
Generální guvernér (General Governor) je první osobou Kanady, zástupce hlavy monarchie, v tomto případě Spojeného království, kterým je v současné době Michaëlle Jean.
Premiérem Ontaria je v současné době Doug Ford, vůdce Progresivní konzervativní strany Ontaria.
Ontario se někdy neoficiálně dělí na jižní a severní část, hranicí je French River. Klimatem a způsobem života se obě části výrazně liší, Severní Ontario zaujímá 87 % rozlohy provincie, ale žije v něm jen 6 % obyvatel. Northern Ontario Heritage Party usiluje o vytvoření samostatné provincie, ale její podpora je minimální. Severní Ontario např. vysílá do curlingového mistrovství Kanady vlastní tým.

## Ekonomika

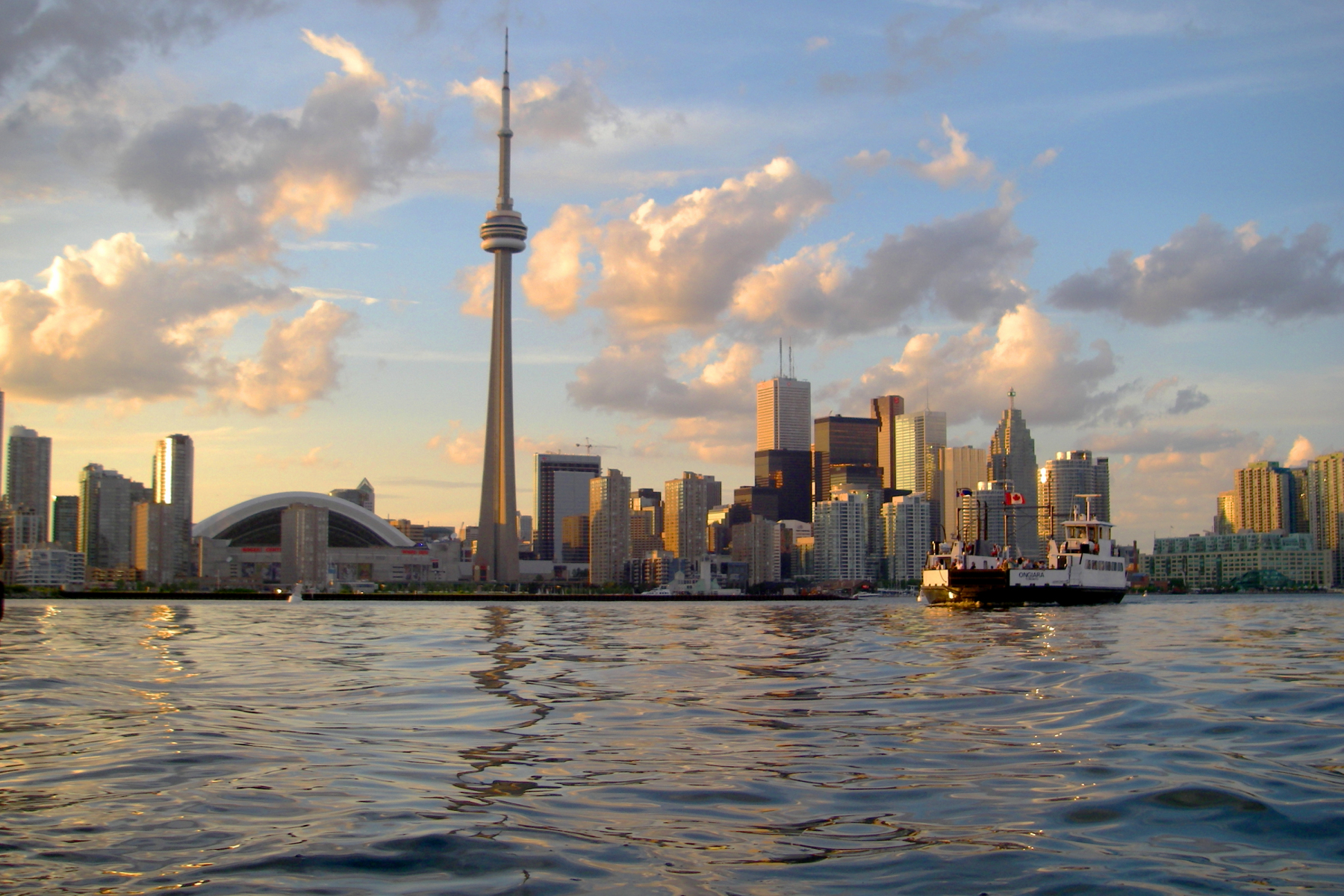
Panorama Toronta

Z hospodářského hlediska je Ontario nejen ekonomickým gigantem Kanady ale i celé Severní Ameriky. Roční hrubý domácí produkt této provincie je větší než RHDP některých
vyspělých zemí západní Evropy, jako například Švédska nebo Belgie. HDP Ontaria má největší podíl na celkovém ročním hrubém domácím produktu Kanady
a to přes 40 %. Růst ekonomie Ontaria je momentálně větší než ekonomický růst Německa či Japonska. I přes to, že většina obyvatel (přes 70 %)
pracuje ve službách, nejdůležitější pro Ontario je strojírenský průmysl a to především v oblasti motorových vozidel. Vedoucí světové špičky v tomto oboru
jako například General Motors, Ford, Daimler-Chrysler, Toyota nebo Honda mají zde své závody. Samozřejmě i závody na výrobu auto součástek, kterými
zásobují automobilové závody, jsou tady silně zastoupeny. Ontario je provincie známá také kvůli své výrobě železa, oceli, strojů, elektrospotřebičů, potravin atd.
Všechny závody a továrny se nacházejí v zóně tzv. „zlaté podkovy“ - od pobřeží jezera Ontario až k Hamiltonu. Centra informační technologie jsou
zastoupena ve všech větších městech ale nejvíce v tzv. „zlatém trojúhelníku“ (Cambridge - Waterloo - Guelph) a v Ottawě.
Hlavní město provincie, Toronto, je ve vedoucím postavení finančních a bankéřských služeb.
V minulosti byly důležitými zdroji elektrické energie v Ontariu hydroelektrárny, přičemž nejvíce z nich je na Niagarských vodopádech a řece sv. Vavřince.
Ontario odtud získávalo energii před a za druhé světové války ale po čase už vodní elektrárny nestačily. Dnes zásobuje provincii z 23 %, spolu se zemním plynem.
Zemní plyn, jehož ložiska se nacházejí na mnoha místech provincie, je dnes 3. nejdůležitějším zdrojem energie v provincii.
Jelikož Ontario není provincie bohatá na přírodní zdroje energie, viděla svou lepší budoucnost v jaderných elektrárnách (ty dnes zásobují provincií z 41 % celkové výroby energie). Jejich počet je v současné době okolo pěti a nejsilnější z nich, Darlington Nuclear Generating Station (postavená v roce 1989) má výkon 935 MW.
Provincie kvůli nátlaku obyvatel a EKOaktivistů chce postupně, cca do 20 let, jejich počet snížit.

## Doprava

#### Historie
Už historicky bylo dáno, že provincie užívala dvě významnější východo-západní trasy; obě vedly od Montrealu, v sousední provincii Québec.
Severní cesta, která byla propagovaná prvními frankofonními kožešinovými obchodníky, směřovala severozápadně od Montrealu podél řeky Ottawy,
pak pokračovala západním směrem k Manitobě. Významnější města na nebo blízko cesty zahrnují Ottawu, Severní záliv (North Bay), Sudbury, Sault Ste. Marie, a Hromový záliv (Thunder Bay).
Podél jižní cesty, která byla mnohem více využívaná a jejíž význam rostl s růstem převážně anglicky mluvících obyvatel, začaly vyrůstat osady Spojených imperialistických loajalistů a později dalších evropských přistěhovalců. Cesta vedla jihozápadně od Montrealu podél řeky sv. Vavřince, jezera Ontario, jezera Erie a končila před vstupem do Spojených států u Michiganu. Významnější města na nebo blízko cesty zahrnují město Kingston, Oshawu, Toronto, Mississaugu, Kitchener-Waterloo, London, Sarnia a Windsor.
Tato cesta byla také silně využívaná přistěhovalci ze středozápadní části Spojených států, zvláště koncem osmnáctého století.
Většina Ontarijské významnější dopravní infrastruktury je orientovaná východozápadně a zhruba následuje jednu z těchto dvou originálních tras.

#### Silniční doprava
Dálnice 401 (Highway 401), (dlouhá 817,9 km) vede na východ-severovýchod od města Windsor až k hranicím provincie Québec. Je jednou z nejzatíženějších dálnic na světě.
Dálnice série 400 (400-Series Highways) tvoří primární dopravní síť na jihu provincie a propojují Kanadu k četným hraničním přechodům z USA.
Nejzatíženějším úsekem je trasa Detroit-Windsor Tunnel a Velvyslanecký most (Ambassador Bridge) (vedoucí přes dálnici 401) a Modrý vodní most (Blue Water Bridge) (vedoucí přes dálnici 402).
Primární dálnicí podél jižní trasy je dálnice 401 a Dálnice hrdinu, nejzatíženější dálniční úsek v Severní Americe a páteř Ontarijské silniční sítě, turistiky a ekonomiky.
Primárními dálnicemi podél severní trasy jsou dálnice 417 a dálnice 17 a 11; všechny patří k tzv. Transkanadské dálnici.
Dálnice 400 a 69 spojují Toronto se severním Ontariem.
Zbytek provincie je propojen dalšími provinciálními dálnicemi a krajskými silnicemi.

#### Vodní doprava
Hustá vodní dopravní síť v celé provincii je způsobena velkým počtem jezer, která navzájem spojují kanál Welland a řeka sv. Vavřince s Atlantským oceánem.
Vodní dopravní síť okolo řeky sv. Vavřince je používaná převážně k přepravě nákladu, částečně i železné rudy a obilí.
V minulosti byla tato oblast hodně používaná jako osobní dopravní cesta ale koncem poloviny minulého století toto
cestování bylo redukované na převozní služby a vyhlídkové jízdy křižníky.

#### Železniční doprava
Železniční dopravu řídí meziregionální osobní vlaková služba v Quebeck City – Windsor Corridor a „The Canadian“,
transkontinentální železniční služba; trasa vede z Toronta do Vancouveru. „The Lake Superior“, oblastní železniční služba, má zase na starosti trasu od Sudbury do White River.
Železniční dopravce Amtrak spojuje Ontario s klíčovými městy amerického státu New York, zahrnující Buffalo, Albany a New York City.
Severní část provincie poskytuje železniční služby daleko na sever, až do města Moosonee ležící blízko James Bay, a spojuje ho tak s jihem.
Nákladní železniční doprava je ovládaná zakládajícími společnostmi jako jsou Kanadské národní železnice a CP železniční společnost,
které během 90. let rozprodaly mnoho krátkých železničních linek z jejich obrovské sítě soukromým společnostem, které působí především na jihu.
Krajská osobní železniční doprava je omezena na provinciální GO Tranzit, který funguje ve vlakové/autobusové dopravní síti v oblasti Zlaté podkovy
(Golden Horseshoe region) se svým střediskem v Torontu..
Torontská dopravní komise (Toronto Transit Commission) spravuje jediné provinční metro a celý tramvajový systém,
který je jedním z nejzatíženějších v Severní Americe. Vně Toronta, O-Train Light, železniční linka v Ottawě,
se zabývá expanzí linky a návrhy pro přídavná vedení.

#### Letecká doprava
Toronto Pearson International Airport je národním nejzatíženějším a světově 29. nejzatíženějším letištěm,
kterým ročně proletí přes 30 milionů pasažérů..
Dalšími důležitými letišti jsou: v Ottawě Ottawa Macdonald-Cartier International Airport a v Hamiltonu John C. Munro Hamilton International Airport,
které je důležitým leteckým kurýrem a nákladním leteckým centrem.
Toronto (Pearson) a Ottawa (Macdonald-Cartier) jsou dvěma ze tří bodů v kanadském souboru nejzatíženějších letových tratí.
(třetím bodem je Montreal se svým letištěm Pierre Elliott Trudeau International Airport).
Většina měst v Ontariu má svá krajská letiště, kde většina z nich má naplánované osobní lety s Air Canada Jazz nebo jinými menšími
aeroliniemi a společnostmi. Lety z těchto větších měst, jako jsou Thunder Bay, Sault Ste. Marie, Sudbury, North Bay, Timmins, Windsor,
London nebo Kingston, pak ústí přímo do Torontského letiště Pearson. Společnost Bearskin Airlines naopak spravuje oblast severně
od západovýchodní cesty a tak spojuje města jako Ottawa, North Bay, Sudbury, Sault Ste. Marie a Thunder Bay přímo a nevyžaduje
jakékoliv spojení s letištěm Pearson. Izolovaná města na severu jsou maximálně odkázána na leteckou dopravu - jednak kvůli cestování,
dopravě zboží, potravin a dokonce i lékařské péče (MEDIVAC), jelikož tak daleko na sever nevedou žádné silnice ani železniční tratě.

## Sport a kultura
Hlavním sportem v Ontariu je hokej. Dva týmy z Ontaria patří do NHL ligy; jsou to: Senátoři z Ottawy (Ottawa Senators) a Javorové listy z Toronta
(Toronto Maple Leafs). Dalšími oblíbenými sporty jsou baseball a basketbal. Baseballový klub, Toronto Blue Jays, hraje jako jediný kanadský tým v americké národní baseballové lize MLB a basketbalový klub, Toronto Raptors, hraje v NBA lize. Mezi další oblíbené sporty patří ještě kanadský fotbal, který zastupují Toronto Argonauts, Ottawa Redblecks a Hamilton TigerCats.